# Jurski park 2: Izgubljeni svet
Jurski park 2: Izgubljeni svet (izvirni angleški naslov The Lost World: Jurassic Park) je ameriški znanstvenofantastični avanturistični film iz leta 1997. Je drugi del iz filmske serije Jurski park (Jurrasic Park). Film je delo filmskega režiserja Stevena Spielberga. Scenarij je napisal David Koepp, ki temelji predvsem na romanu Michaela Crichtona iz leta 1995, z naslovom Izgubljeni svet (Lost World). Jeff Goldblum igra zagovornika teorije kaosa in matematika Iana Malcolma, z njim pa igrajo še Julianne Moore, Pete Postlethwaite, Vince Vaughn, Vanessa Lee Chester in Arliss Howard. Goldblum je edini igralec, ki tako kot v prvem, tudi v drugem delu igra glavno vlogo. Igralci iz prvega dela, ki se pojavijo tudi v drugem so Richard Attenborough kot John Hammond ter Joseph Mazzello in Ariana Richards kot Hammondova vnuka Lex in Tim.
Zgodba se dogaja štiri leta po dogodkih v prvem filmu. Središče dogajanja je postavljeno na izmišljen otok Sorna. Osamljen otok stran od pacifiške obale Srednje Amerike, blizu Kostarike, kjer živijo dinozavri klonirani iz strani podjetja Johna Hammonda, InGen. Dinozavri tam živijo svobodno v svojem ekosistemu. Ko Hammond izve, da namerava njegov nečak, ki je prevzel nadzor nad InGenom, ujeti dinozavre in jih pripeljati med ljudi, tja pošlje ekipo, ki jo vodi dr. Ian Malcolm, da bi na otok prispeli pred InGenovimi plačanci. Skupini se na otoku srečata in se združita zaradi nevarnosti, ki prebiva na otoku.
Ko je bila knjiga prvega dela izdana in je film požel veliko uspeha, je moral Crichton zaradi pritiska oboževalcev in Stevena Spielberga, napisati nadaljevanje. Takoj, ko je bila knjiga leta 1995 izdana so začeli s produkcijo filma. Vsebina Izgubljenega sveta je domišljisko temnejša in dinozavre so ustvarjali predvsem s pomočjo računalniških programov in z manj animacijami. Kljub različnim odzivom je film po vsem svetu zaslužil 618 $.
Nadaljevanje, Jurski park 3 (Jurrasic Park III) je bil izdan 18. julija 2001.

## Vsebina
Na Isli Sorna mlado dekle Cathy Bowman (Camilla Belle) preživi napad Kampsognatov. Medtem genetsko podjetje InGen prevzame nečak Johna Hammonda (Richard Attenborough), Peter Ludlow (Arliss Howard), ki želi z Islo Sorno povrniti finančno izgubo, do katere je prišlo zaradi incidenta v Jurskem parku, pred štirimi leti. Matematik dr. Ian Malcolm (Jeff Goldblum) se sreča s Hammondom na njegovem dvorcu. Hammond razloži, da je bila Isla Sorna vedno zapuščena, in da so na njej ustvarjali dinozavre, ki so jih nato preselili v Jurski park na Islo Nublar. Hammond tja pošlje ekipo, ki bi dokumentirala dinozavre in preprečila InGenovo posredovanje v otok. Ian, ki se še spominja dogodkov v Jurskem parku, je skeptičen glede odhoda na otok, ko pa izve da je tam tudi njegovo dekle, paleontologinja Sarah Harding (Julianne Moore), se Ian odloči da bo šel, vendar le zato da Sarah pripelje domov.
Ian spozna svoje sodelavce, Eddia Carra (Richard Schiff), strokovnjaka za opremo in Nicka Van Owena (Vince Vaughn), video snemalca. Ko prispejo na otok ugotovijo, da se je Ianova hči Kelly (Vanessa Lee Chester), pritihotapila zraven na otok. Kmalu zatem opazijo ekipo plačancev, katere vodi Ludlow, kako ulovijo nekaj dinozavrov. Medtem vodja ekipe Roland Tembo (Pete Postlethwaite), skuša ujeti Tiranozavrovega samca tako, da ujame njegovega mladiča in čaka, da bodo njegovi kriki priklicali starša. Tisto noč se ekipa vtihotapi v tabor InGena in ugotovi, da so dinozavre ujeli, da bi jih odpeljali v nov zabaviščni park v San Diegu. Sarah in Nick osvobodita dinozavre, ki uničijo tabor.
Nick prav tako osvobodi Tiranozavrovega mladiča in ga odnese v prikolico ekipe, kjer ugotovijo, da ima zlomljeno nogo. Ian odpelje Kelly na varno k Eddiju, vendar opazi, da Tiranozavra iščeta svojega mladiča in odhiti nazaj v prikolico. Mladiča osvobodijo, vendar Tiranozavra potisneta prikolico v prepad. Eddie odhiti na pomoč, vendar ga Tiranozavra požreta. Prikolica pade v prepad, vendar InGenova ekipa reči Iana, Kelly, Nicka in Sarah. Ker imajo vsi uničene opreme, se obe ekipi odločita, da bosta odšli proti radijski postaji, ki se nahaja na otoku.
Naslednjo noč, Tiranozavra napadeta njihov tabor, saj sledita vonju mladičeve krvi na Sarahini jakni. Samica sledi skupini do slapa, medtem ko Roland uspava samca. Večino InGenovih plačancev pobijejo Velociraptorji, ko zaidejo v visoko travo. Nick steče do radijske postaje in pokliče na pomoč. Iana, Kelly in Sarah napadejo Velociraptorji, vendar se jih uspejo otresti in kmalu prispe reševalna ekipa, ki jih odpelje z otoka.
Ladja na kateri je Tiranozaver trči v pomol, saj je večino njene posadke pobilo bitje neznane vrste. Tiranozaver tako pobegne in začne pustošiti po San Diegu. Ian in Sarah ukradeta mladiča v upanju, da bosta lahko tako Tiranozavra zvabila nazaj na ladjo. Ludlow skuša posredovati, vendar ga mladič ubije. Tiranozavra odpeljejo nazaj na Islo Sorna in Hammond pove, da sta se ameriška in kostariška vlada strinjali, da otok postane naravni rezervat brez človeškega posredovanja. Doda, da bo ''življenje našlo pot''.

## Igralci
- Jeff Goldblum kot dr. Ian Malcolm, matematik, ki je preživel dogodke na Isli Nublar v prvem filmu.
- Julianne Moore kot dr. Sarah Harding, paleontologinja in Ianovo dekle.
- Pete Postlethwaite kot Roland Tembo, izkušen lovec iz Kenije in vodja druge InGenove ekipe.
- Arliss Howard kot Peter Ludlow, InGenov trenutni vodilni mož in Hammondov pohlepen nečak. Je glavni negativec v filmu.
- Richard Attenborough kot John Hammond, InGenov nekdanji vodilni mož.
- Vince Vaughn kot Nick Van Owen, potujoč in izkušen okoljevarstvenik.
- Vanessa Lee Chester kot Kelly Curtis, Ianova najstniška hči iz propadlega zakona.
- Peter Stormare kot Dieter Stark, poveljujoči InGenove ekipe, takoj za Rolandom Tembom.
- Harvey Jason kot Ajay Sidhu, Rolandov zvest najboljši prijatelj in lovski partner iz Indije.
- Richard Schiff kot Eddie Carr, strokovnjak za opremo.
- Thomas F. Duffy kot Dr. Robert Burke, InGenov strokovnjak za dinozavre.
- Joseph Mazzello kot Tim Murphy, Lexin mlajši brat, ki je bil z njo na Isli Nublar..
- Ariana Richards kot Lex Murphy, Vnukinja Johna Hammonda in ena izmed preživelih iz Isle Nublar.
- Camilla Belle kot Cathy Bowman, dekle, ki so jo napadli Compsognathusi.
- Robin Sachs kot Paul Bowman, oče Cathy Bowman.

### Dinozavri v filmu
Medtem, ko je v Jurskem parku, v večini animirane dinozavre, ustvarila ekipa Stana Winstona, je v Izgubljenem svetu prisotna boljša računalniška obdelava podjetja Industrial Light & Magic. To je vodilo k temu, da so lahko v film dodali večje število dinozavrov. Čeprav se tehnologija, ni preveč razvila od nastanka prvega filma, je Spielberg opazil, da se je ''ustvarjalnost animatorjev'' izboljšala: ''Boljše so podrobnosti, osvetljava, izraz mišic in premikanje živali. Ko dinozaver prenese težo iz leve na desno, je celotno gibanje videti lepše in fizično pravilno.''
Winston je rekel: ''Svetu sem želel pokazati tisto, kar niso videli v Jurskem parku: več dinozavrov in več akcije z dinozavri. 'Več, večje in boljše' je bil naš moto''. Nekatere naprave za animacije so bile vredne milijon $ in tehtale devet in pol ton. Michael Lantieri, strokovnjak za posebne učinke je rekel: ''Če si z velikim robotom Tiranozavra zadel koga, si ga lahko ubil. Torej smo v bistvu res z dinozavri delali tako, kakor da so živa in nevarna bitja.''
- Kampsognati, vzdevek ekipe Stana Winstona: "Compies", so majhni in napadajo v skupinah. Strokovnjak za posebne učinke, Dennis Muren, jih je opisal kot najbolj digitalno zapletene dinozavre, saj ker imajo majhno telo, je bila potrebna močna gravitacija in teža, da so se lahko sploh videli. Enostavna lutka Compsognathusa je bila predstavljena na začetni sceni filma, in v delu kjer je bil Dieter Stark ubit s strani krdela, je moral Peter Stormare imeti oblečeno jakno na katero so bili sprijeti številni gumijasti Compiesi.
- Gallimimi so bili prikazani med begom, pred InGenovimi lovci.
- Mamenhizaver je bil prikazan, ko je Ianova ekipa pristala na otoku.
- Pahicefalozaver je bil prikazan med lovom InGenovih lovcev.
- Parazavrolof je bil prikazan med lovom InGenovih lovcev.
- Stegozaver je bil po Spielbergu, vključen "zaradi zahtev". Ekipa Stana Winstona je zgradila celotno verzijo mladiča in odraslega Stegozavra, vendar se je Spielberg odločil za digitalno verzijo odraslih, da bi bili bolj mobilni.
- Triceratop je bil prikazan med lovom InGenovih lovcev.
- Tiranozaver je prikazan kot celotna družina, dva odrasla in en mladič. Prikaz dveh posamičnih Tiranozavrov, je zahtevalo dvojno delo lutkarjev, potrebno pa je bilo tudi scene okoli naprav za animacije.
- Velociraptor je imel zgornjo polovico telesa mehansko in celotno telo računalniško narejeno.
- Pteranodon se pojavi na koncu filma.